# Tuesday Knight
Tuesday Lynn Knight (ur. 17 lutego 1969 r.) – amerykańska aktorka filmowa i telewizyjna. Znana głównie z roli Kristen Parker w filmie Koszmar z ulicy Wiązów IV: Władca snów oraz Val z opery mydlanej Szpital miejski.